# 루이 아돌프 보나르
루이 아돌프 보나르(Louis Adolphe Bonard, 1805년 3월 27일 ~ 1867년 3월 31일)는 프랑스의 해군 제독이다. 그는 1853년부터 1855년까지 프랑스령 기아나의 총독이었으며 1860년 베트남에서 응우옌 왕조의 뜨득 황제에 대항하여 프랑스-스페인 동맹군을 이끌었다.

## 같이 보기
- 코친차이나 전역